# Philippe Mouillon
 (octobre 2015).

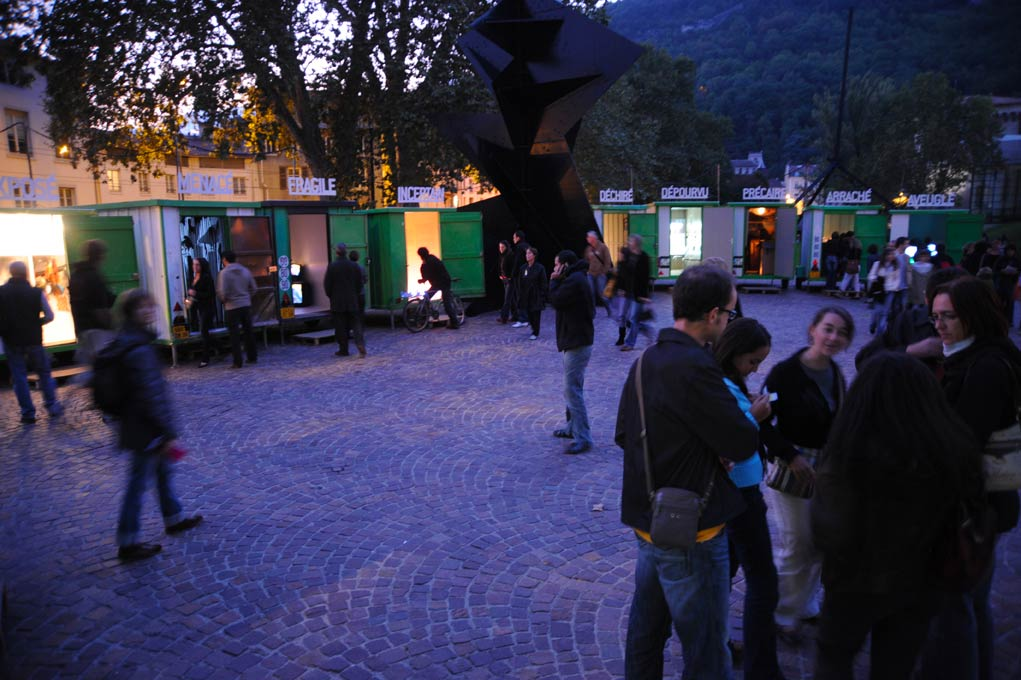
Exposure / installation urbaine itinérante / 2008

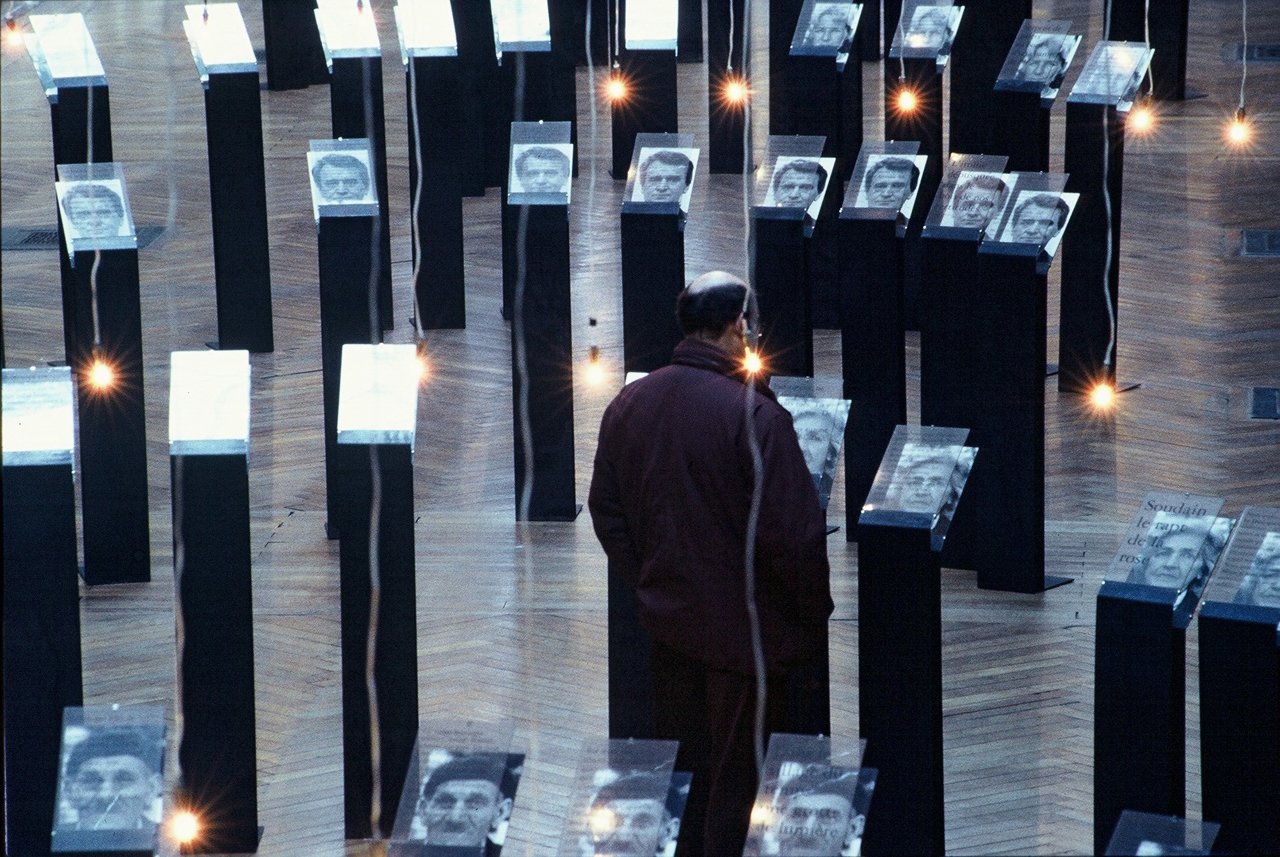
Installation de Philippe Mouillon à Sarajevo en 1996, associant 12 écrivains pour interroger l'identité à l'heure de l'épuration ethnique

Philippe Mouillon est un plasticien et scénographe urbain.

## Biographie
Après des études universitaires de droit et de sciences politiques, Philippe Mouillon rencontre Pierre Sansot par lequel il découvre la richesse des milieux urbains. Il obtient en 1984 le grand prix de la biennale internationale des arts de la rue, puis il est invité à animer des ateliers auprès d'artistes muralistes nord-américains à New York, Chicago, Montréal et San-Francisco.
Il est à l’initiative du Laboratoire sculpture-urbaine, structure artistique atypique qu’il fonde en 1985 avec la plasticienne Maryvonne Arnaud. Il conçoit alors des œuvres pluridisciplinaires et d’échelle urbaine en développant un maillage mondial d'artistes et d'intellectuels dans des collaborations approfondies, comme avec Patrick Chamoiseau ou Daniel Bougnoux, ou plus ponctuelles, comme avec Abdelwahab Meddeb ou Ahmadou Kourouma. Plus d’un millier d’auteurs disséminés dans le monde sont invités à collaborer, afin de scénariser autrement l’espace public en France (ainsi Façades Imaginaires à Grenoble en 1990, qui par sa capacité prospective retient l'attention des théoriciens et critiques d'art Pierre Restany et Pierre Gaudibert, ou à l'étranger ; ainsi Arcos da Lapa à Rio de Janeiro en 1996, Légende(s) à Sarajevo en 1997, ou Face to Face à Johannesburg en 2000, Répliques à Alger en 2003, Bendskins, composé à Douala en 2007 autour des organisations urbaines informelles. Chaque œuvre est spécifique et conjugue les sensibilités identitaires locales, lentement accumulées, et notre réalité contemporaine faite de nouvelles échelles de temps et d'espace : migrations de populations et de transferts accélérés d’informations et de symbolisations d’un point à l’autre du globe.
Professeur associé à l’université Joseph-Fourier de Grenoble de 1996 à 2015, il étudie l’identité locale et les ancrages territoriaux dans le contexte de la mondialisation.
Il anime depuis 2003 la revue Local-contemporain qui associe artistes, pédagogues et philosophes pour comprendre et représenter les formes sociales émergentes, associant des auteurs comme Daniel Bougnoux, Yves Citton, Bruno Latour, Bernard Stiegler…
Il développe depuis 2010 une réflexion prospective autour des œuvres collaboratives ouvertes, afin de favoriser l’émergence de nouvelles formes d’appropriations territoriales (paysages-in-situ, 2015).
Il anime de 2016 à 2021 paysage>paysages, une plateforme d’innovation territoriale et de prospective autour du paysage, portée par le département de l’Isère sur les 7 431 km2 de son territoire et associant des artistes comme Chloé Moglia, Caroline Duchatelet, Mathieu Pernot, Abraham Poincheval, Mathias Poisson, Jeremy Wood…, ainsi que le cycle Ça Remue associant performances artistiques et intellectuelles.
Il développe actuellement (de 2014 à 2017) memento vivere, un cycle autour de l'urbanité des cimetières, c’est-à-dire de leur fonction sociale vivace, agissante dans le monde des vivants, qu'il mènera en parallèle notamment en France et au Japon.

## Sélection de propositions collaboratives
- Paysages-in-situ, un jeu de faussaire à partir des peintures de paysage des collections des musées (Grenoble 2015)
- Collection de collections, une exposition d’échelle urbaine réalisée en collaboration avec Maryvonne Arnaud pour Marseille-Provence-2013 (Marseille 2012, 2013)
- Jeux de paysages, une exposition jouant des toponymies de lieux-dits en Rhône-Alpes comme des récits fragmentaires légués par des générations d’individus pratiquant notre territoire avant nous (Lyon, 2011).

## Sélection d’œuvres en réseau
- Exposure, une installation qui interroge la peur de la précarité (Cologne 2007, Grenoble 2008)[10],[11]
- Répliques, une installation lumineuse située dans le tunnel de l'Université d’Alger pour remettre en question les replis identitaires. (Alger, 2003)[12],[13].
- Légende(s) Sarajevo, une exposition invitant 12 écrivains vivant aux quatre coins de l’Europe à penser l’altérité contemporaine à l’heure de « l’épuration ethnique ». (Sarajevo, 1996, ONU 1998)[14],[15],[16].
- Arcos da lapa, où 150 plasticiens décomposent un monument historique de la ville (Rio de Janeiro, 1996)[17].
- Humeur du monde, une œuvre développée comme un journal quotidien monumental, associant 25 écrivains du monde et sonorisée par 25 satellites géostationnaires (Échirolles, 1992)[18],[19].
- Façades imaginaires, une installation urbaine associant 150 artistes originaires d’une cinquantaine de pays pour remodeler l'identité locale (Grenoble, 1990).

## Publications
- Dépaysements, éditions local contemporain, 2021
- Paysage-animal, éditions local contemporain, 2019
- Paysage en mouvements, éditions local contemporain, 2018
- Paysages singuliers, paysage pluriel, éditions local contemporain, 2017
- Collection de collections, éditions Le bec en l'air, 2014
- Points de repère, éditions Le bec en l'air, 2011
- Foules, éditions Le bec en l'air, 2009
- Le précaire, questions contemporaines, éditions Le bec en l'air, 2008
- Précarités contemporaines en Europe, formes sociales, formes spatiales, formes symboliques, plan urbain construction Aménagement / Ministère du développement et de l’aménagement durables, 2008
- Ville invisible, éditions Le bec en l'air, 2007Collection de collection /  installation urbaine itinérante de Maryvonne Arnaud et Philippe Mouillon ( Marseille 2013 - capitale culturelle de l'Europe)Installation urbaine de Philippe Mouillon à Alger (2003), dans le tunnel des Facultés, interrogeant l'identité locale et l'imaginaire mondial

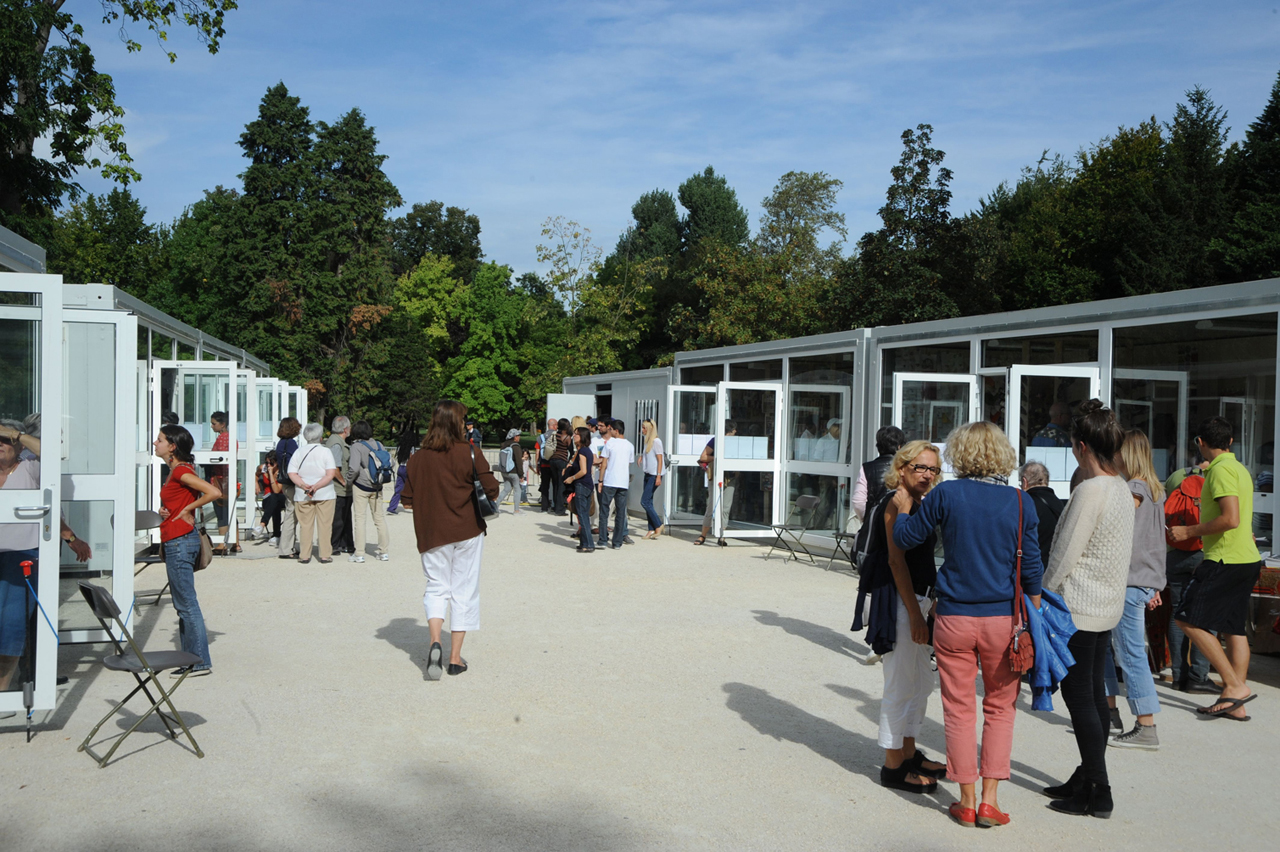
Collection de collection / installation urbaine itinérante de Maryvonne Arnaud et Philippe Mouillon (Marseille 2013 - capitale culturelle de l'Europe)

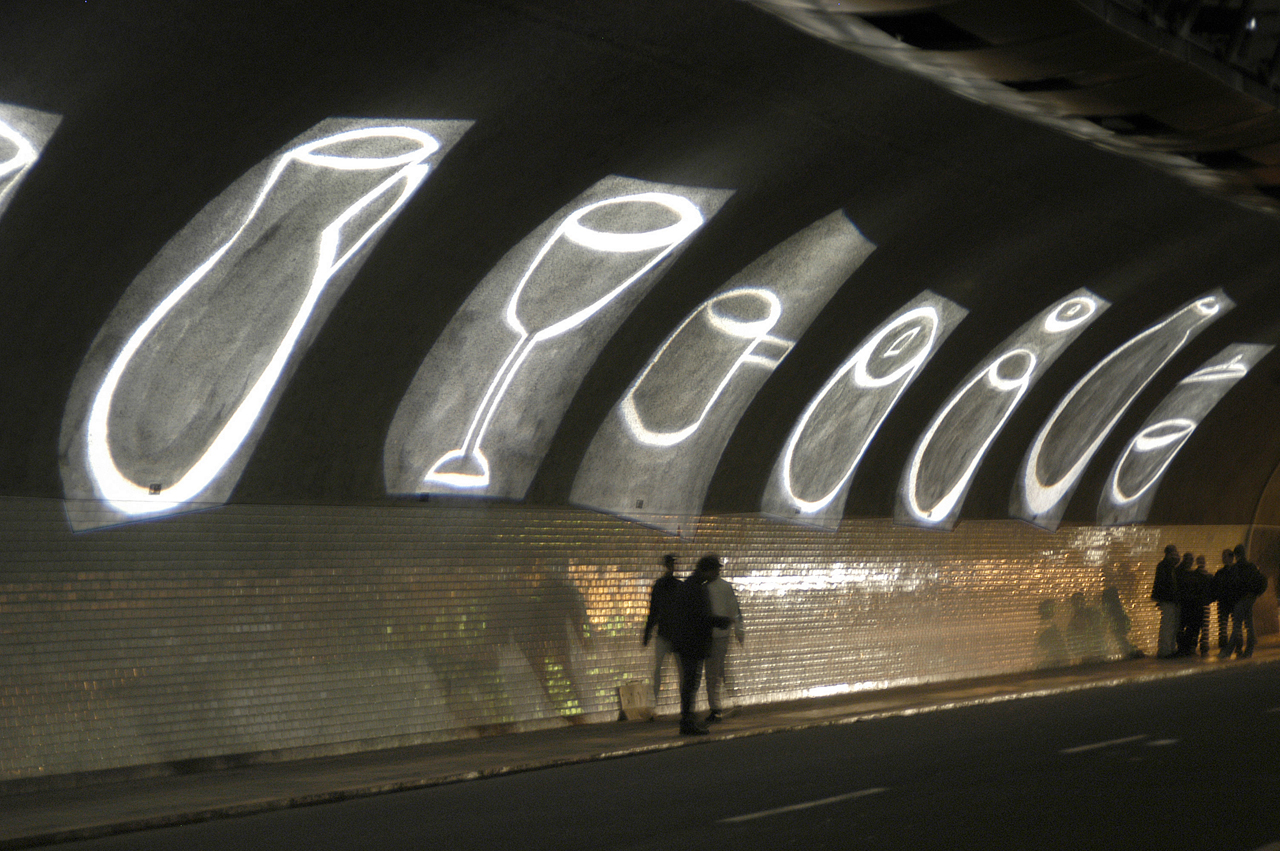
Installation urbaine de Philippe Mouillon à Alger (2003), dans le tunnel des Facultés, interrogeant l'identité locale et l'imaginaire mondial

- C’est Dimanche !, éditions Le bec en l'air, 2005
- Des micro-paysages ambigus : les ronds-points, direction de l’Architecture et du Patrimoine / Ministère de la culture
- Vous êtes ici, éditions Le bec en l'air, 2004

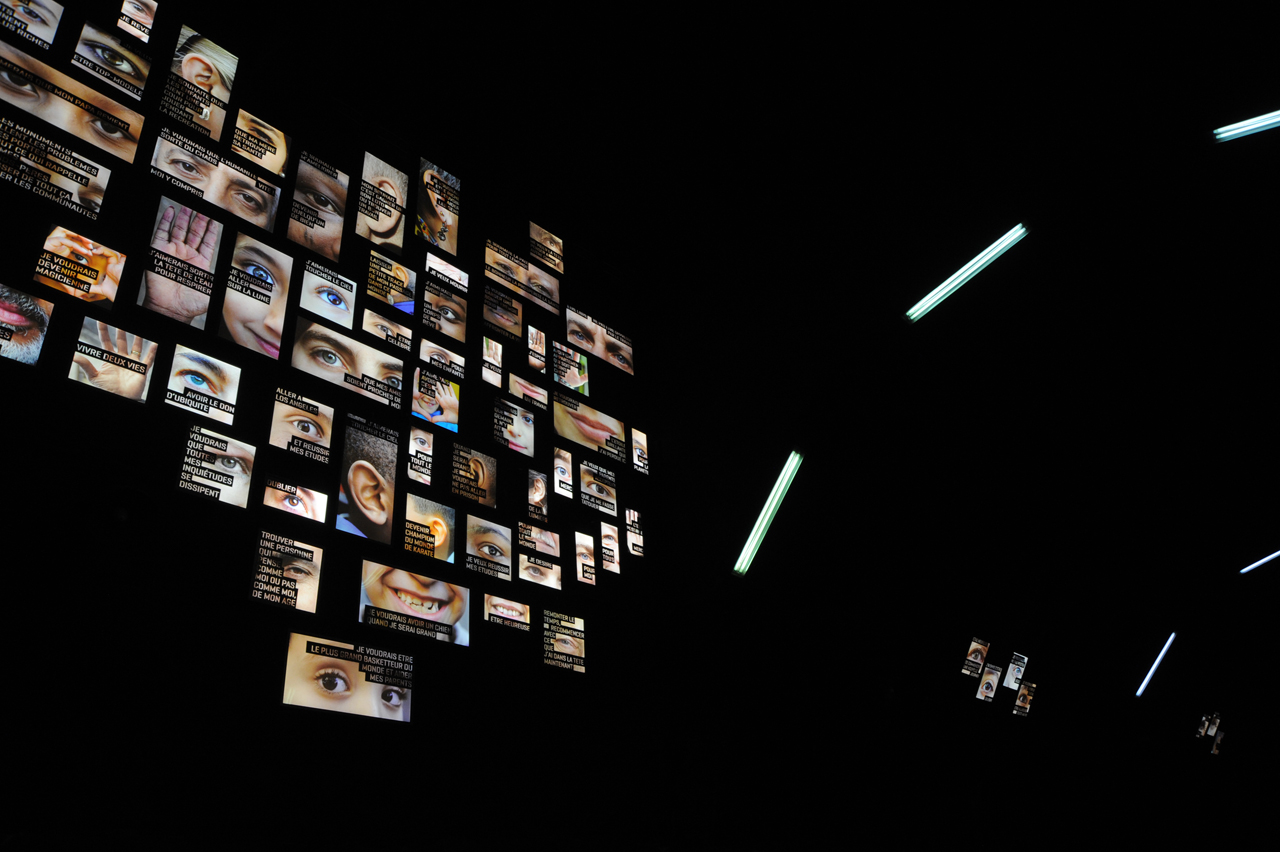
Ex voto / installation urbain de Maryvonne Arnaud et Philippe Mouillon (Marseille 2013)

- Ex voto / installation urbain de Maryvonne Arnaud et Philippe Mouillon (Marseille 2013)Un passage vers la lumière, Alger, coédition Barzaks et le Bec en l’air, 2003
- Pacaembù, édition le Laboratoire, 1999
- Légende(s) Sarajevo, édition le Laboratoire, 1998
- Arcos da Lapa, édition le Laboratoire, 1997
- Ce n’est pas par soif que le crocodile, édition le Laboratoire, 1996
- L’humeur du monde, Paris, édition Revue Noire, 1995
- Façades imaginaires, édition le Laboratoire, 1990